# Liste der Monuments historiques in Dompierre-sur-Helpe
Die Liste der Monuments historiques in Dompierre-sur-Helpe führt die Monuments historiques in der französischen Gemeinde Dompierre-sur-Helpe auf.

## Liste der Bauwerke
| Bezeichnung      | Beschreibung                       | Standort                 | Kennzeichnung | Schutzstatus | Datum | Bild           |
| ---------------- | ---------------------------------- | ------------------------ | ------------- | ------------ | ----- | -------------- |
| Schloss Hugémont | Erbaut vom 17. bis 19. Jahrhundert | Chemin d’Hugémont (Lage) | PA59000057    | Inscrit      | 2000  | weitere Bilder |

## Liste der Objekte
| Bezeichnung                                                                                  | Beschreibung                                                              | Standort                      | Kennzeichnung | Schutzstatus | Datum | Bild |
| -------------------------------------------------------------------------------------------- | ------------------------------------------------------------------------- | ----------------------------- | ------------- | ------------ | ----- | ---- |
| Reliquienbüste                                                                               | Holz, vergoldet, 17. Jahrhundert                                          | in der Kirche St-Etton (Lage) | PM59000391    | Classé       | 1922  |      |
| Gedenktafel für Antoine Bucquoy († 1724) und seine Frau Marguerite Errault († 1760)          | Marmor, 1724 und 1760                                                     | in der Kirche St-Etton (Lage) | PM59000394    | Classé       | 1935  |      |
| Wandvertäfelung                                                                              | Holz, 1739                                                                | in der Kirche St-Etton (Lage) | PM59000390    | Classé       | 1908  |      |
| Grab des heiligen Etton                                                                      | Marmor, 18. Jahrhundert                                                   | in der Kirche St-Etton (Lage) | PM59000392    | Classé       | 1934  |      |
| Opferstock (auf dem Foto rechts außen)                                                       | Marmor, 17./18. Jahrhundert                                               | in der Kirche St-Etton (Lage) | PM59000393    | Classé       | 1934  |      |
| Reliquiar des heiligen Etton                                                                 | Silber, Anfang des 18. Jahrhunderts                                       | in der Kirche St-Etton (Lage) | PM59005782    | Inscrit      | 1984  |      |
| Taufbecken                                                                                   | Marmor und Kupfer, 1675                                                   | in der Kirche St-Etton (Lage) | PM59000398    | Classé       | 1984  |      |
| Skulptur des heiligen Etton                                                                  | Holz, polychrom gefasst und vergoldet, zweite Hälfte des 17. Jahrhunderts | in der Kirche St-Etton (Lage) | PM59000400    | Classé       | 1984  |      |
| Südlicher Seitenaltar mit Retabel                                                            | Holz, Ende des 17. Jahrhunderts und Anfang des 19. Jahrhunderts           | in der Kirche St-Etton (Lage) | PM59005771    | Inscrit      | 1984  |      |
| Nördlicher Seitenaltar mit Retabel                                                           | Holz, Ende des 17. Jahrhunderts und Anfang des 19. Jahrhunderts           | in der Kirche St-Etton (Lage) | PM59005772    | Inscrit      | 1984  |      |
| Gedenktafel für François Mauroy                                                              | Stein, 17. Jahrhundert                                                    | in der Kirche St-Etton (Lage) | PM59005776    | Inscrit      | 1984  |      |
| Skulptur des heiligen Expédit                                                                | Keramik, 19. Jahrhundert                                                  | in der Kirche St-Etton (Lage) | PM59005780    | Inscrit      | 1984  |      |
| Kanzel                                                                                       | Holz, 17./18. Jahrhundert                                                 | in der Kirche St-Etton (Lage) | PM59005784    | Inscrit      | 1984  |      |
| Armreliquiar des heiligen Etton                                                              | Silber, vergoldet, 15. Jahrhundert                                        | in der Kirche St-Etton (Lage) | PM59000388    | Classé       | 1906  |      |
| Grabplatte für Nicolas de Préseau († 1714) und seine Frau Jeanne Louise de Fontaine († 1727) | Marmor, 18. Jahrhundert                                                   | in der Kirche St-Etton (Lage) | PM59000395    | Classé       | 1935  |      |
| Skulptur Christus am Kreuz                                                                   | Holz, polychrom gefasst, erste Hälfte des 16. Jahrhunderts                | in der Kirche St-Etton (Lage) | PM59000397    | Classé       | 1984  |      |
| Gedenktafel für Jérôme Bronchin                                                              | Stein, Ende des 17. Jahrhunderts                                          | in der Kirche St-Etton (Lage) | PM59005774    | Inscrit      | 1984  |      |
| Gedenktafel für François de Preseau                                                          | Marmor, 18. Jahrhundert                                                   | in der Kirche St-Etton (Lage) | PM59005778    | Inscrit      | 1984  |      |
| Zwei Weihwasserbecken                                                                        | Stein, 17. Jahrhundert                                                    | in der Kirche St-Etton (Lage) | PM59005779    | Inscrit      | 1984  |      |
| Zwei Engelskulpturen                                                                         | Holz, bemalt, zweite Hälfte des 17. Jahrhunderts                          | in der Kirche St-Etton (Lage) | PM59005783    | Inscrit      | 1984  |      |
| Reliquienschrein des heiligen Etton                                                          | Holz, bemalt, 1556                                                        | in der Kirche St-Etton (Lage) | PM59000389    | Classé       | 1908  |      |
| Chorschranke                                                                                 | Holz, 18. Jahrhundert                                                     | in der Kirche St-Etton (Lage) | PM59000396    | Classé       | 1984  |      |
| Weihwasserbecken                                                                             | Stein, 1675                                                               | in der Kirche St-Etton (Lage) | PM59000399    | Classé       | 1984  |      |
| Hauptaltar mit Tabernakel und Retabel                                                        | Holz, bemalt und vergoldet, 1873                                          | in der Kirche St-Etton (Lage) | PM59005770    | Inscrit      | 1984  |      |
| Skulptur des heiligen Rochus                                                                 | Holz, polychrom gefasst, 19. Jahrhundert                                  | in der Kirche St-Etton (Lage) | PM59005773    | Inscrit      | 1984  |      |
| Gedenktafel für Mathieu Erraulx und Anne Loison                                              | Stein, 18. Jahrhundert                                                    | in der Kirche St-Etton (Lage) | PM59005775    | Inscrit      | 1984  |      |
| Grabplatte für Jeanne de Preseau                                                             | Marmor, 18. Jahrhundert                                                   | in der Kirche St-Etton (Lage) | PM59005777    | Inscrit      | 1984  |      |
| Skulptur des heiligen Franz-Xaver                                                            | Keramik, 19. Jahrhundert                                                  | in der Kirche St-Etton (Lage) | PM59005781    | Inscrit      | 1984  |      |